# Pilocarpus
Pilocarpus es un género con una quincena de especies aceptadas de plantas de flores perteneciente a la familia Rutaceae, nativo de los neotrópicos de Mesoamérica y , sobre todo, Sudamérica. Varias especies son importantes farmacológicamente. 

## Distribución geográfica
Sus especies se distribuyen desde México hasta Argentina.

## Taxonomía
El género fue creado y descrito por Martin Vahl y publicado en Eclogae Americanae, vol. 1, p. 29, 1796. La especie tipo es Pilocarpus racemosus

## Especies reconocidas
- Pilocarpus alatus C.J.Joseph ex Skorupa
- Pilocarpus carajaensis Skorupa
- Pilocarpus demerarae Sandwith
- Pilocarpus giganteus Engl.
- Pilocarpus goudotianus Tul.
- Pilocarpus grandiflorus Engl.
- Pilocarpus jaborandi Holmes (Jaborandi de Pernambuco )
- Pilocarpus manuensis Skorupa
- Pilocarpus microphyllus Stapf ex Wardleworth (Jaborandi de Maranham)
- Pilocarpus pauciflorus A.St.-Hil.
- Pilocarpus pennatifolius Lem. (Jaborandi de Paraguay)
- Pilocarpus peruvianus (J.F.Macbr.) Kaastra
- Pilocarpus racemosus Vahl (Jaborandi de la Guadeloupe) - Especie tipo
- Pilocarpus riedelianus Engl.
- Pilocarpus spicatus A.St.-Hil. (Jaborandi de Aracati)
- Pilocarpus sulcatus Skorupa
- Pilocarpus trachylophus Holmes[2]

## Usos
El alcaloide pilocarpina, aislado de varias especies del género, se usa en el tratamiento de glaucoma.